# Saint-Auvent
Saint-Auvent település Franciaországban, Haute-Vienne megyében. Lakosainak száma 969 fő (2022. január 1.). Saint-Auvent Cognac-la-Forêt, Chaillac-sur-Vienne, Oradour-sur-Vayres, Rochechouart, Saint-Cyr, Saint-Laurent-sur-Gorre, Saint-Martin-de-Jussac és Vayres községekkel határos.

## Népesség
A település népessége az elmúlt években az alábbi módon változott:
| Lakosok száma | 966  | 969  | 985  | 962  | 958  | 960  | 958  | 964  | 969  |
|               | 2013 | 2015 | 2016 | 2017 | 2018 | 2019 | 2020 | 2021 | 2022 |